# وست دامرستون (ورمانت)
وست دامرستون (به انگلیسی: West Dummerston) یک منطقهٔ مسکونی در ایالات متحده آمریکا است که در شهرستان ویندهام، ورمانت واقع شده است. وست دامرستون ۱۳۱٫۹۸ متر بالاتر از سطح دریا قرار دارد.